# PlaneShift
PlaneShift est un jeu de rôle en ligne massivement multijoueur se déroulant dans un univers de fantasy. C'est un jeu multiplate-forme dont le logiciel client est disponible pour Linux, Windows et Mac OS X. C'est un projet sans-budget produit par une communauté de développeurs regroupés autour du fondateur, Luca Pancallo, et guidé par l'association à but non lucratif Atomic Blue. Bien que le jeu soit libre et basé sur le moteur libre Crystal Space, Atomic Blue le publie sous une licence propriétaire.
C'est un Free-to-play (gratuit à jouer) ne disposant d'aucun système de micro-paiement ou d'abonnement.
La première version, 0.1, qui avait pour nom de code Atomic Blue est sortie le 10 février 2002, et la version suivante, 0.2, avait pour nom de code Molecular Blue. La Molecular Blue a été mise en arrêt le 16 décembre 2004. La version 0.3, Crystal Blue a été rendue disponible pour le grand public sous bêta ouverte le 24 décembre 2004. La version 0.4 qui a pour nom de code Steel Blue est quant à elle sortie le 2 mars 2008. La mise en œuvre de la dernière version en date, Arcane Chrysalis a été complète le 10 décembre 2010.
PlaneShift a été entièrement migré vers Unreal Engine 5.1.1
Ceci afin d'intégrer de nouvelles fonctionnalités telles que World Partition, Metasounds pour l'audio, et le système de particules Niagara, tout en conservant l'objectif de faciliter les ajouts futurs grâce à cette mise à jour technologique.
La dernière version du jeu est la 0.7.48 sortie en mars 2025.

## Présentation
PlaneShift se déroule à l'intérieur d'une stalactite colossale nommée Yliakum, divisée en huit niveaux dont les deux derniers sont submergés. La vie est possible grâce à un énorme cristal, nommé The Azure Sun (Le Soleil d'Azur), qui envoie la lumière depuis la surface de la planète. À l'extérieur de Yliakum, se trouvent les Stone Labyrinths (Labyrinthes de Pierre) aux travers desquels on peut accéder à plus de régions, comme l'énorme caverne dans laquelle pend la stalactite.
Yliakum est peuplée par une multitude de races; les Xacha et Ylian (Humains), les Nolthrir et Dermorian (Elfe), les Stonebreaker et Hammerwielder (Nains), les Lemurs, les Kran, les Diaboli, les Enkidukai, les Klyros, ou encore, les Ynnwn. Elles sont toutes jouables, bien que quelques-unes d'entre elles ne disposent pas encore de leurs modèles.
La monnaie principale utilisée est le Tria, des pièces triangulaires composées d'alliage, de métaux ou de cristaux qui sont résistants à l'attrition et à l'oxydation. D'autres unités de monnaie sont le Hexa qui a une valeur de 10 Tria, l'Octa rouge qui vaut 50 Tria ou 5 Hexa, et le Circle d'or valant 250 Tria ou 25 Hexa.
Lorsqu'un personnage meurt, il est transporté au Death Realm (Royaume de la Mort). Dans la version actuelle Crystal Blue, le joueur est confronté à un autre monde où s'entassent des cul-de-sac et des passages périlleux, et il ou elle devra trouver le portail magique menant au monde des vivants où une malédiction lui sera alors temporairement infligée.
- À noter : Au stade actuel de développement, PlaneShift n'est pas un jeu achevé mais ce que l'on appelle une "tech demo". Le jeu est encore en phase de développement, ce qui veut dire que le joueur pourrait y trouver des bugs, des défauts ou des fonctions manquantes. Le jeu est toutefois jouable et compte des centaines de joueurs actifs. À ce jour, uniquement la ville de Hydlaa, une partie de la ville de Ojaveda, les Bronze Doors, "Gugrontide" (depuis la mise à jour vers Steel Blue, ainsi que le Death Realm sont accessibles. Le 7 février 2007, dans une région se trouvant au sud de la ville de Hydlaa, une nouvelle zone appelée The Winch a été ajoutée[6]. Les autres niveaux de Yliakum et la caverne où la stalactite est suspendue ne sont pas encore disponibles.

## Système de jeu

### Roleplay
PlaneShift est un monde virtuel persistant créé par des rôlistes, visant à apporter toute l'immersion dont il est besoin. Ainsi, beaucoup d'attention est mise sur la reproduction d'un monde réel. La PlaneShift Team accorde une importance toute particulière à l'aspect roleplay. Aussi, tous les joueurs sont vivement encouragés à interpréter le rôle de leur personnage tout au long de leur présence dans le jeu. Les nouveaux joueurs sont invités à consulter le Roleplay Guide conçu par l'équipe, détaillant la façon d'interpréter correctement son personnage dans le monde de Yliakum.

### Création d'un personnage
PlaneShift dispose d'un outil de création de personnage particulier, qui propose deux options. La première option (Quick) permet la création « rapide » d'un personnage où il n'y a qu'à choisir la race, l'apparence physique, le nom du personnage et l'un des six paths (voies) proposés. Par contre, la deuxième option (Custom) permet la création approfondie d'un personnage : la date de sa naissance, détails sur les parents, religion et évènements particuliers de sa vie, entre autres. C'est à partir de tous ces choix faits que le stats est généré.

### Combat
Yliakum est peuplé par de nombreuses créatures que l'on peut chasser pour le loot et l'expérience, variant d'un simple rat à de redoutables monstres dont la capture peut nécessiter la participation de plusieurs joueurs. Les duels et les affrontements entre les joueurs sont également possibles.

### Magie
Dans le monde de Yliakum, la magie comprend plusieurs "Ways" (écoles) distinctes : Crystal Way, Red Way, Brown Way, Azure Way, Blue Way, et Dark Way. L'utilisation de sorts magiques est possible grâce aux combinaisons d'objets spéciaux et magiques appelés "glyphs".

### Entraînement
Les personnages sont sans "niveau" ou "classe". Le roleplay étant une priorité parmi la communauté de PlaneShift, le mode d'entraînement suit selon ce thème. Le joueur obtient des Progression Points (PPs) en utilisant les skills tel le combat et l'exploitation des mines. Les Progression Points ainsi qu'une certaine somme de Trias sont requis auprès d'un instructeur pour l'entraînement « théorique » d'une aptitude. Après que le personnage ait mis en pratique avec succès tout ce qu'il a appris de l'enseignement de l'instructeur, il atteint un niveau de compétence supérieur dans ce skill particulier.

### Quêtes
Plus de 100 quêtes sont disponibles dans le jeu. Le système de dialogue PNJ est similaire à celui d'Ultima Online (ou de plus récemment Tibia) - les joueurs communiquent avec les PNJ contrôlés par un serveur en tapant des mots et des phrases plutôt que de faire une sélection d'une liste de remarques proposés. Ainsi, les personnages ont la possibilité de non seulement obtenir des quêtes mais peuvent tout aussi bien interagir avec les PNJ pour obtenir des informations.

## Les races
Les joueurs peuvent choisir parmi les 12 races suivantes :
- Humains
  - Xacha
  - Ylian
- Elfes
  - Nolthrir
  - Dermorian
- Nains
  - Clan des Stonebreaker
  - Clan des Hammerwielder
- Autres
  - Lémur
  - Kran
  - Diaboli
  - Enkidukai
  - Klyros
  - Ynnwn

## Yliakum
Yliakum est une ville souterraine. Les habitants, un mélange de différentes races, l'appellent aussi la City of the Azure Sun (la Ville du Soleil d'Azur), faisant référence à l'énorme cristal qui donne la lumière à la ville et qui approvisionne la terre en une énergie propice à la vie. Yliakum est situé à des milliers de mètres sous la surface à l'intérieur d'une énorme stalactite excavée, suspendue à l'intérieur d'une caverne si énorme qu'elle pourrait contenir tout royaume de la surface. Pour cette raison, il est structuré en cercles - comme l'Enfer de Dante - et chaque cercle en descendant est plus petit que le précédent. Il y a huit cercles, ou niveaux. Les deux niveaux supérieurs sont au-dessous du point auquel la stalactite se relie au toit de la caverne.
Seulement deux races sont natives de l'énorme caverne : le Kran créé par Talad et le Lémur créé par Laanx. On dit que toutes les autres races sont arrivées de portails magiques reliés à d'autres mondes.

### Stone Labyrinths
Les Bronze Doors (Portes de Bronze), situées le long du périmètre du premier niveau, donnent accès aux Stone Labyrinths (Labyrinthes de Pierre), un ensemble de cavernes naturelles et artificielles aussi anciennes que la ville elle-même. Certaines d'entre elles mènent sans doute à des endroits similaires à Yliakum et même à la surface, mais personne n'en est jamais revenu pour rapporter une telle découverte. Les Stone Labyrinths sont une des sources de nourriture et de ressources pour la ville.
Les habitants de Yliakum ne chassent pas uniquement les animaux (pour leurs repas comestible et les fourrures chaudes) mais aussi les mycètes, moules, et saprophytes. Ces plantes ne peuvent être trouvées ailleurs, puisqu'il n'y a pas d'autres environnements appropriés pour elles, et leurs propriétés curatives et utiles ont de la valeur pour les gens. Comme partout, il y a aussi des créatures plus pernicieuses et agressives vivant ici aussi bien que dans chacun des quatre royaumes naturels. Chasseurs et cueilleurs doivent garder un œil sur ces prédateurs, qui créent un obstacle pour ceux qui s'aventurent dans les tunnels les moins contrôlés et plus dangereux des Stone Labyrinths. Comme toujours là où il y a du danger, de grandes sources de richesses attendent dans ces grottes celui qui serait assez ingénieux pour parvenir à les trouver et en profiter.

### Ruisseaux et lacs
De nombreux ruisseaux souterrains différents jaillissent des murs du premier et deuxième niveaux, certains d'entre eux ont été formés en des temps immémoriaux, et se rejoignent au fond de la stalactite, où ils forment un lac qui submerge les deux niveaux inférieurs. D'une façon ou d’une autre, l'eau s'en va, car Yliakum n'a pas été inondé une seule fois dans l'histoire. L'écoulement des ruisseaux varie en fonction du temps, entrainant ainsi le changement dans le niveau du lac. Parfois le niveau du lac est si bas que presque la moitié du septième niveau est révélée, mais d'autres fois le niveau est si élevé qu'il atteint presque le bord du sixième niveau. Les sources qu'on y trouve constituent une source constante d'eau potable pour Yliakum.
Les septième et huitième niveaux, tous deux habituellement submergés, abritent les Nolthrir, une race d'elfes qui ont soigné les algues pendant des milliers d'années. Sous l'influence du temps et du Crystal, les Nolthrir se sont évolués en une espèce amphibie, ce qui leur a permis de rester sous l'eau pendant de longues périodes de temps. Après des siècles de croisements, les algues cultivées avec une telle habileté que possèdent les Nolthrir ont de différentes qualités. Certaines de ces variétés sont utilisées comme nourriture, tandis que d'autres sont tannées et tissées pour faire des vêtements. D'autres encore ont des propriétés médicales, mais la plupart des algues sont séchées et utilisées comme fourrage pour les Ptérosaures, Megaras, et le bétail élevé au premier niveau.

### Le Crystal
Le Crystal qui apporte la lumière à Yliakum est une énorme gemme brute d'une transparence des plus pures, analogue au saphir suspendu au toit de la caverne interne de la stalactite.
Nommé le "Azure Sun" (Soleil d'Azur) par ces races qui se souviennent encore de la surface, il émet une radiation qui s'oriente plus vers l'infrarouge si elle est comparée à la lumière du soleil, mais convient à la photosynthèse et assure la survie de nombreux animaux, plantes végétales et espèces minérales. Cette radiation s'affaiblit avec une nette progression avec la distance. Au septième niveau, la radiation est juste suffisante pour pénétrer la masse du lac afin de l'éclairer, tandis qu'au premier niveau elle est si forte qu'elle permet des récoltes exceptionnelles et l'élevage de nombreux troupeaux, qui fournissent le lait et la viande.
Au grand regret des scientifiques, la radiation du Crystal les empêche de l'explorer de trop près. Utilisant la logique et le bon sens, les scientifiques ont conclu que douze pas à partir du Crystal, la radiation dissocie la matière, en provoquant parfois même au hasard des réactions en chaîne qui pourraient s'avérer être très dangereuses. Cependant, telle est la puissance du Crystal comme source de toutes les sortes de magies dans la ville, que certains imbéciles oseraient s'en approcher et prendraient le risque de se mettre en danger.
Le Crystal envoie sa lumière depuis la surface, exposant ainsi Yliakum aux heures de "jour" et de "nuit". Toutefois, même la nuit, il ne fait pas totalement noir. Le niveau du lac, qui s'élève et descend de façon extrêmement conformée, compte les heures. Une large bande de métal d'Orichalc a été placée sur une partie du sixième mur et a été utilisée pas seulement parce que c'est le seul métal qui ne s'oxyde pas, mais aussi parce que la flore sous-marine ne peut y prendre racine. Les noms des six périodes qui divisent chacune des quatre saisons sont gravées sur cette bande, et les données sur les périodes sont gravées au-dessus des rapports du niveau.
L'année est subdivisée en quatre saisons uniquement à cause de l'héritage culturel des peuples venant de la surface et l'observation du phénomène cyclique de la pousse de la végétation. Durant les vingt-quatre périodes de l'année, la lumière azure du Crystal varie marginalement, aidant à renforcer les différentes périodes.

## Licence
Les internautes sont invités à télécharger le jeu et à jouer pleinement sans rien à payer. PlaneShift utilise le moteur de jeu open source Crystal Space et le Crystal Entity Layer. Alors que le code source du jeu est open source sous la licence GPL, les éléments graphiques, règles du jeu, dialogues, etc. sont publiés sous une licence personnalisée : la PlaneShift Content License (PCL). La PCL n'autorise aucune modification ou redistribution, et attribue le copyright des contributions acceptées à Atomic Blue sous les clauses "Work for Hire (en)". Cette licence interdit également l'usage du contenu pour tirer du profit ou l'hébergement officieux.

## Réception
En 2003, il a été le premier open source MMORPG avec 100 000 utilisateurs enregistrés
PlaneShift en 2003 ont reçu le prix de "Most Promising Linux Game" de l'année.
En 2004 PlaneShift été présenté dans une étude open source faite par CSC et a été considérée comme l'un des jeux multijoueurs open source les plus sophistiqués dans sa catégorie.
En 2008 PlaneShift été invité dans le quartier général de Google comme une technologie émergente, pour prendre la parole sur sa technologie serveur et client.
En juillet 2008 PlaneShift atteint 500 000 utilisateurs enregistrés. Il est important de se rappeler que cela ne reflète pas le nombre d'utilisateurs actuels, car ce nombre est la collecte de tous les utilisateurs au cours des quatre années précédentes.
PlaneShift licence a été conçu pour faciliter la créativité dans la communauté du développement open source, et aussi pour préserver la créativité des artistes et des designers impliqués. PlaneShift est aussi connu pour avoir une base de code bien établie et mature, avec des capacités de développement augmentant d'années en années et une équipe de développement active et conséquente.